# Rohanee Cox
Rohanee Cox (23 de abril de 1980) é uma basquetebolista profissional australiana, medalhista olímpica.

## Carreira
Rohanee Cox integrou a Seleção Australiana de Basquetebol Feminino, em Pequim 2008, conquistando a medalha de prata.